# بروس ویلیس
والتر بروس ویلیس (انگلیسی: Walter Bruce Willis؛ زادهٔ ۱۹ مارس ۱۹۵۵) بازیگر سابق آمریکایی است. او با نقش اصلی مجموعهٔ کمدی-درام مون‌لایتینگ (۱۹۸۵–۱۹۸۹) به شهرت رسید و در بیش از صد فیلم ظاهر شد که در این میان با بازی در نقش جان مک‌کلین در فرنچایز جان‌سخت (۱۹۸۸–۲۰۱۳) به‌عنوان قهرمان سینمای اکشن مورد توجه قرار گرفت.
در مارس ۲۰۲۲، خانواده ویلیس اعلام کردند که وی پس از ابتلا به زبان‌پریشی بازنشسته می‌شود. در فوریهٔ ۲۰۲۳ اعلام شد که او به زوال عقل پیشانی‌گیجگاهی مبتلاست.

## آغاز زندگی

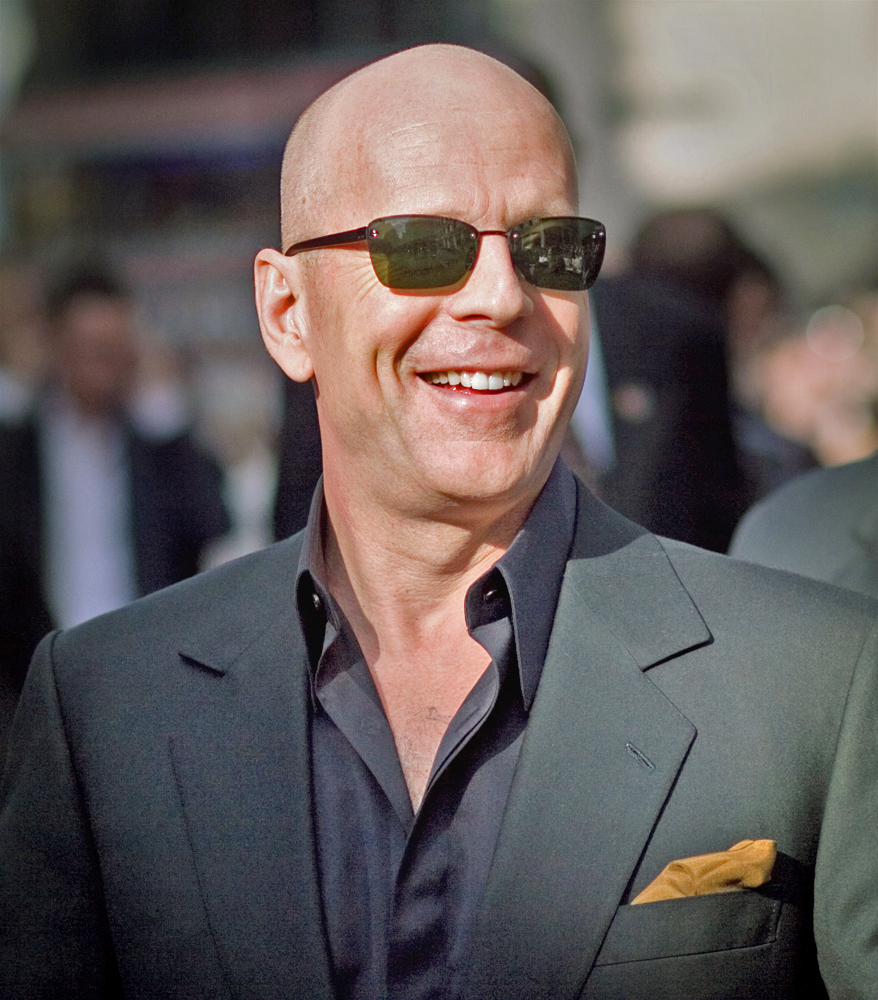
والتر بروس ویلیس در سال 2007

والتر بروس ویلیس در ۱۹ مارس ۱۹۵۵ در ایدار-اوبراشتاین در آنچه که آن زمان آلمان غربی بود به دنیا آمد. مادرش مارلین یک آلمانی اهل کاسلو پدرش دیوید ویلیس یک سرباز آمریکایی بود. او یک خواهر کوچکتر به نام فلورانس و دو برادر کوچکتر به نام‌های رابرت (متوفی) و دیوید دارد. پدرش در سال ۱۹۵۷ از خدمت در ارتش معاف شد و خانواده را به زادگاهش کرنیس پوینت، نیوجرسی جابه‌جا کرد. ویلیس پیشینهٔ خود را «صف طولانی از مردم یقه‌آبی» توصیف کرده است. مادرش در بانک کار می‌کرد و پدرش جوشکار، استاد مکانیک و کارگر کارخانه بود.
ویلیس با لکنت سخن می‌گفت. او در دبیرستان پن گروو در شهر کرنیس پوینت تحصیل کرد. ویلیس به انجمن نمایش پیوست و متوجه شد که بازیگری روی صحنه لکنتش را کاهش می‌دهد. وی در نهایت به عنوان رئیس شورای دانش‌آموزی انتخاب شد. او در سال ۱۹۷۳ از دبیرستان پن گروو فارغ‌التحصیل شد.
پس از فارغ‌التحصیلی از دبیرستان، ویلیس به عنوان مأمور امنیتی در نیروگاه هسته‌ای سیلم مشغول به کار شد و اعضای گروه کارکنان را در کارخانهٔ دوپون واقع در دیپ‌واتر جابه‌جا می‌کرد. او پس از کار به‌عنوان بازرس خصوصی به بازیگری روی آورد. او نقش بازرس خصوصی را بعدها در سریال کمدی-درام مون‌لایتینگ و فیلم اکشن-کمدی آخرین پسر پیشاهنگ بازی کرد.
ویلیس در برنامهٔ آموزشی نمایش در دانشگاه ایالتی مونت‌کلر ثبت‌نام کرد. او آن‌جا برای بازی در نمایش گربه روی شیروانی داغ  انتخاب شد. او این آموزشگاه را در سال ۱۹۷۷ ترک کرد و به شهر نیویورک نقل مکان کرد، جایی که برای هزینه‌های شخصی خود اوایل دههٔ ۱۹۸۰ به عنوان متصدی بار در منهتن مشغول به کار شد. او در این هنگام در محلهٔ هلز کیچن زندگی می‌کرد.

## زندگی هنری
بروس ویلیس در اواخر دهه ۱۹۸۰ با بازی در چند مجموعه تلویزیونی، فعالیت هنری خود را آغاز نمود و به ویژه به خاطر بازی در نقش جان مک‌کلین در سری فیلم‌های جان سخت به شهرت رسید.
ویلیس همچنین در چندین مجموعه تلویزیونی نیز حضوری موفق داشته و چند آلبوم موسیقی نیز منتشر نموده‌است. وی در مجموع در بیش از ۶۰ فیلم سینمایی حضور داشته که از این بین می‌توان به داستان عامه‌پسند، شهر گناه، جان‌سخت، آرماگدون، لوپر، و حس ششم اشاره نمود.
آثار ویلیس در مجموع و به‌طور خالص بین ۲٫۵۵ تا ۳٫۰۴ میلیارد دلار آمریکا در گیشه‌های آمریکای شمالی فروش داشته که از لحاظ پر کردن گیشه هفتمین هنرپیشه نقش اول و هشتمین هنرپیشه نقش مکمل است.
ویلیس همچنین دو بار برنده جایزه امی، یک بار برنده جایزه گلدن گلوب و چهار بار نامزد دریافت جایزه ساترن شده‌است.

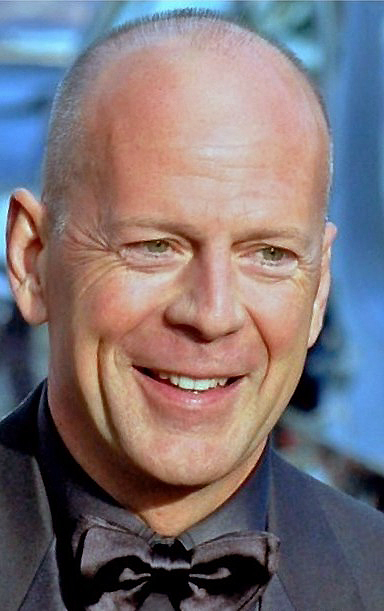
بروس ویلیس در جشنواره فیلم کن سال ۲۰۰۶

بروس ویلیس در سال ۲۰۱۳ تصمیم گرفت که از دنیای سینمای اکشن کناره‌گیری کند. او دلیل این تصمیم را خسته شدن از بازی در این نوع فیلم‌ها اعلام کرد.

## زندگی شخصی

### ازدواج
بروس ویلیس در سال ۱۹۸۷ با هنرپیشه معروف هالیوود یعنی دمی مور ازدواج کرد که حاصل این ازدواج سه دختر است. ازدواج مور و ویلیس بیشتر از ۱۳ سال دوام نیافت و این دو در سال ۲۰۰۰ از یکدیگر جدا شدند.

### بیماری
در فوریه ۲۰۲۳ خانواده بروس ویلیس از ابتلای او به نوع خاصی از زوال عقل به نام زوال عقل پیشانی گیجگاهی خبر دادند.

## دیدگاه درباره ادیان سازمان یافته
بروس ویلیس برای مدت کوتاهی یک لوتریانیسم بود. اما اکنون آن را قبول ندارد. در مصاحبه ژوئیه ۱۹۹۸ با مجله آمریکایی جورج، ویلیس گفت: «به نظر من ادیان سازمان یافته امروزه درحال نابودی هستند. همه آن ادیان زمانی برای ما مهم بودند که نمی‌دانستیم چرا خورشید حرکت می کند، چرا هوا تغییر کرده است، چرا طوفان رخ داده، و یا آتشفشان اتفاق افتاده است. من آنها را باور ندارم. این چیزی است که باعث سرد شدن آمریکا می‌شود».

## گزیده فیلم‌شناسی
| - اولین گناه کبیره (۱۹۸۰) - حکم (۱۹۸۲) - قرار ملاقات دو ناشناس (۱۹۸۷) - شامگاه (۱۹۸۸) - جان‌سخت ۱ (۱۹۸۸) - در کشور (۱۹۸۹) - ببین کی داره حرف می‌زنه (۱۹۸۹) - ببین دیگه کی داره حرف می‌زنه (۱۹۹۰) - جان‌سخت ۲ (۱۹۹۰) - بیلی باتگیت (۱۹۹۱) - آتش غرور (۱۹۹۱) - هادسون هاوک (۱۹۹۱) - افکار مرگبار (۱۹۹۱) - آخرین پسر پیشاهنگ (۱۹۹۱) - مرگ درخور اوست (۱۹۹۲) - بازیگر (۱۹۹۲) - اسلحه پر ۱ (۱۹۹۳) - فاصله قابل توجه (۱۹۹۳) - داستان عامه‌پسند (۱۹۹۴) - شمال (۱۹۹۴) - رنگ شب (۱۹۹۴) - هیچ‌کس احمق نیست (۱۹۹۴) - جان‌سخت ۳ (۱۹۹۵) - چهار اتاق (۱۹۹۵) - ۱۲ میمون (۱۹۹۵) - آخرین پایمرد (۱۹۹۶) - شغال (۱۹۹۷) - عنصر پنجم (۱۹۹۷) - طلوع مرکوری (۱۹۹۸) - محاصره (۱۹۹۸) - آرماگدون (۱۹۹۸) - حس ششم (۱۹۹۹) - داستان ما (۱۹۹۹) - همه نه یارد (۲۰۰۰) - بچه (۲۰۰۰) - راهزنان (۲۰۰۱) - نشکن (۲۰۰۱) - اشک‌های خورشید (۲۰۰۲) - جنگ هارت (۲۰۰۲) - فرشتگان چارلی ۲ (۲۰۰۳) - دوازده یار اوشن (۲۰۰۴) - همه ده یارد (۲۰۰۴) - گروگان (۲۰۰۵) - شهر گناه (۲۰۰۵) - بلوک ۱۶ (۲۰۰۶) - ملت غذای آماده (۲۰۰۶) - شماره شانس اسلوین (۲۰۰۶) - آن سوی پرچین (۲۰۰۶) (صدا) - فضانورد کشاورز (۲۰۰۶) - آلفا داگ (۲۰۰۶) - گرایندهاوس (۲۰۰۷) - کاملاً غریبه (۲۰۰۷) - جان‌سخت ۴ (۲۰۰۷) - ترور یک رئیس دبیرستان (۲۰۰۸) - چه اتفاقی افتاده‌است؟ (۲۰۰۸) - بدل‌ها (۲۰۰۹) | - قانون‌شکن (۲۰۱۰) - رد (۲۰۱۰) - بی‌مصرف‌ها (۲۰۱۰) - گرفتن .۴۴ (۲۰۱۱) - برپایی (۲۰۱۱) - یک‌بارمصرف‌ها ۲ (۲۰۱۲) - آتش در ازاء آتش (۲۰۱۲) - ذخیره مورد علاقه (۲۰۱۲) - قلمرو طلوع ماه (۲۰۱۲) - لوپر (۲۰۱۲) - نور سرد روز (۲۰۱۲) - جی.آی.جو: تلافی (۲۰۱۳) - یک روز خوب برای جان‌سخت (۲۰۱۳) - رد ۲ (۲۰۱۴) - شهر گناه: بانویی که به خاطرش می‌کشم (۲۰۱۴) - شاهزاده (۲۰۱۴) - شهر را بلرزان (۲۰۱۵) - رذیلت (۲۰۱۵) - استخراج (۲۰۱۵) - محموله گرانبها (۲۰۱۶) - غارتگران (۲۰۱۶) - شکافته (۲۰۱۶) - روزی روزگاری در ونیز (۲۰۱۷) - اولین قتل (۲۰۱۷) - آرزوی مرگ (۲۰۱۸) - اعمال خشونت (۲۰۱۸) - انتقام (۲۰۱۸) - حمله هوایی (۲۰۱۸) - ۱۰ دقیقه تمام شد (۲۰۱۹) - شیشه (۲۰۱۹) - بروکلین بی‌مادر (۲۰۱۹) - مرکز تروما (۲۰۱۹) - زنده ماندن در شب (۲۰۲۰) - کشتار سهمگین (۲۰۲۰) - شکاف (۲۰۲۰) - نیمه شب در چمن زار (۲۰۲۱) - گناه کیهانی (۲۰۲۱) - اوج (۲۰۲۱) - نجات از مرگ (۲۰۲۱) - زنده ماندن در بازی (۲۰۲۱) - بن‌بست (۲۰۲۱) - قلعه (۲۰۲۱) - محاصره آمریکایی (۲۰۲۲) - گازولین الی (۲۰۲۲) - یک روز برای مردن (۲۰۲۲) - اقدامات اصلاحی (۲۰۲۲) - قلعه ۲ (۲۰۲۲) - انتقام (۲۰۲۲) - فیل سفید (۲۰۲۲) - مکان اشتباه (۲۰۲۲) - اتاق شنود (۲۰۲۲) - کارآگاه نایت: سرکش (۲۰۲۲) - شهر بهشت (۲۰۲۲) - کارآگاه نایت: رستگاری (۲۰۲۲) - کارآگاه نایت: آزادی (۲۰۲۳) - آدم‌کش سیاسی (۲۰۲۳) |